# Godwin von Brumowski
Godwin von Brumowski (26 de julio de 1889-3 de junio de 1936) fue el as de caza más exitoso de la Fuerza Aérea Austrohúngara durante la Primera Guerra Mundial. Se le acreditaron oficialmente 35 victorias aéreas (incluidas 12 compartidas con otros pilotos), y otras 8 no se confirmaron porque se quedaron atrás de las líneas aliadas. Justo antes de que terminara la guerra, von Brumowski ascendió a comandante de toda la aviación de cazas de su país en el frente del Isonzo.

## Biografía

### Vida antes de que entrara al servicio aéreo
Godwin von Brumowski nació dentro de una familia militar en Wadowice, Galicia (en la actual Polonia). Asistió a la K.u.k Academia Técnica Militar en Mödling cercana a Viena  y se graduó como lugarteniente y fue enviado al 29.º Regimiento de Artillería de Campaña el 18 de agosto de 1910.
Estaba sirviendo en la 6.ª División de Artillería y acababa de cumplir 25 años cuando se declaró la guerra contra Serbia el 28 de julio de 1914. Sirvió en el Frente Oriental contra Rusia, ganando la Medalla al valor de Bronce y Plata por valentía, antes de transferirse al servicio aéreo en las Tropas Imperiales y Reales de Aviación (k.u.k. Luftfahrtruppen).

### Servicio aéreo

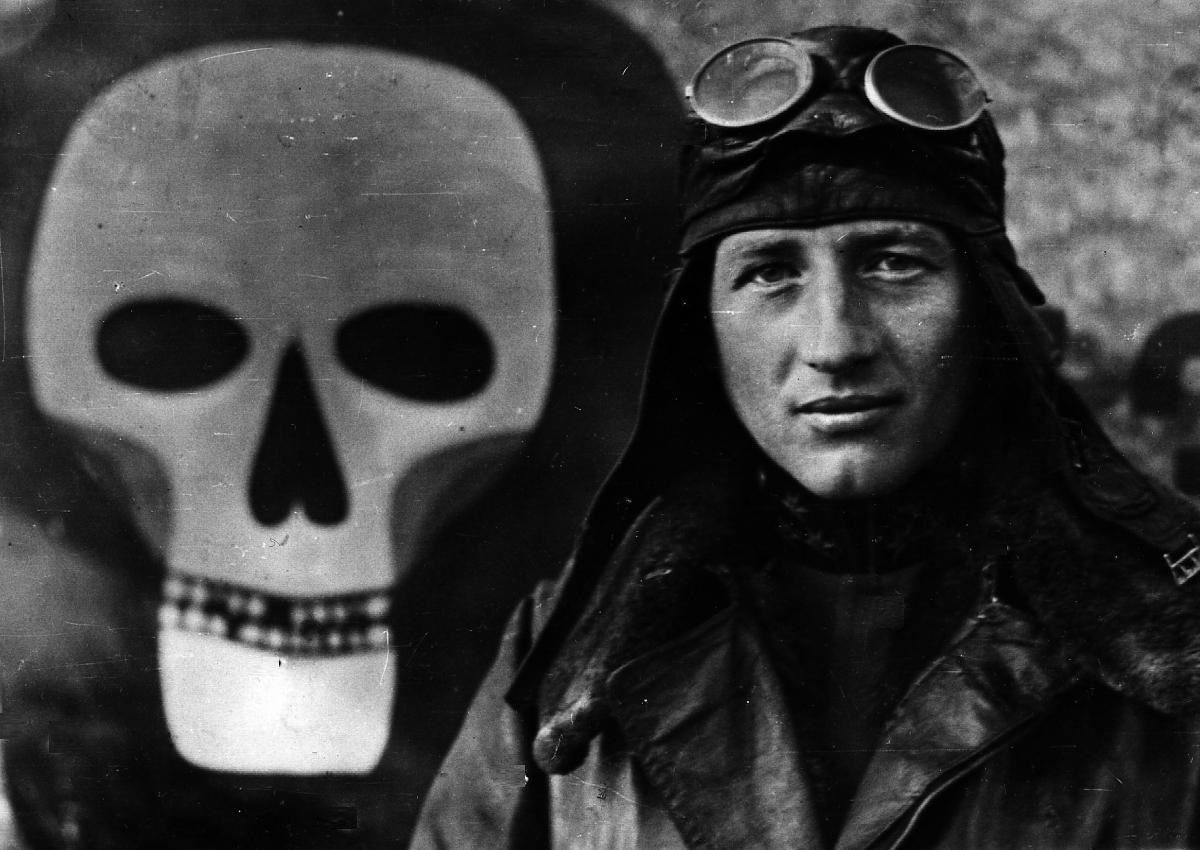
Brumowski y la insignia de su aeronave.

Fue enviado a la Fliegerkompagnie 1 (Flik 1) en Czernowitz, comandada por el Hauptmann (Capitán) Otto Jindra, en julio de 1915; von Brumowski fue inicialmente asignado como observador aéreo en el frente ruso. Su registro de vuelo le describe como de 1.77 metros (5 pies 10 pulgadas) de alto, con ojos azules y cabello rubio claro.

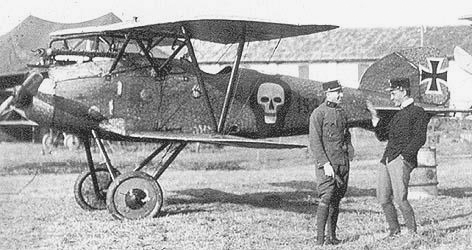
Godwin von Brumowski (izquierda) y Frank Linke-Crawford frente al Albatros D.III de Brumowski, diciembre de 1917.

El 12 de abril de 1916 Jindra y von Brumowski tripularon uno de los siete aviones austrohúngaros que participaron en el bombardeo de una revisión militar a la que asistió el zar Nicolás II. En el proceso, derribaron a dos de los siete biplazas rusos Morane-Saulnier Parasol que intentaron ahuyentarlos.
El 3 de julio de 1916 von Brumowski se convirtió en piloto de la Flik 1,. pesar de la visión defectuosa en su ojo derecho que corrigió con un monóculo. En noviembre, se transfirió a la Flik 12 en el frente italiano.  Ayudó a derribar un bombardero italiano Caproni el 3 de diciembre. El 2 de enero se convirtió en as cuando superó a un biplaza italiano Farman mientras piloteaba un Hansa-Brandenburg C.I. Es notable que von Brumowski se convirtió en un as mientras aún volaba en una aeronave biplaza básicamente inadecuada para el combate aire-aire.
El mes siguiente, cuando el Flik 41J se estableció en el frente italiano como el primer escuadrón de combate de Austria-Hungría, von Brumowski fue elegido para comandarlo. Pasó nueve días en marzo realizando cuatro incursiones con los alemanes del Jagdstaffel 24 para aprender las tácticas de combate alemanas, antes de asumir su mando. Mientras estuvo aquí se encontró con el Barón Rojo, Manfred von Richthofen; von Brumowski más tarde copiaría el esquema de pintura de la aeronave del barón para su propio avión.
Brumowski continuó acumulando victorias hasta mayo, terminando el mes con un total de ocho. Por ahora, volaba un caza de un solo asiento, el Hansa-Brandenburg D.I. Aunque era más adecuado para el combate aire-aire que el C.1, aún tenía tres desventajas principales: la visión del piloto estaba parcialmente obstruida; la única ametralladora no estaba sincronizada para disparar a través del arco de la hélice y era una aeronave difícil de volar porque era fácil de hacer girar a cualquier altitud. Apuntar y disparar un arma montada arriba y delante del piloto era más difícil que simplemente apuntar el avión al enemigo y disparar desde un arma sincronizada.
Como era habitual en las unidades austro-húngaras, la Flik 41j tenía una variedad de tipos de aviones disponibles. En junio de 1917 von Brumowski voló un Aviatik D.I sin éxito de combate. Las fliks austro-húngaras también se vieron obstaculizados por una doctrina que los relacionó con la escolta de las aeronaves de reconocimiento en lugar de liberarlos para vagar y cazar al estilo alemán.
En julio de 1917 el Flik 41J perdió a once de los combatientes de DI en accidentes; y se apodo al Hansa-Brandenburg "el ataúd volador".
En agosto de 1917, von Brumowski obtuvo una notable racha de victorias, siendo acreditado con 12 muertes confirmadas y 6 sin confirmar entre el 10 y el 28 de agosto. Dos de estas victorias, el 19 y 20, fueron el resultado de una transición parcial a un avión de combate más nuevo, un alemán Albatros D.III con dos cañones sincronizados. El día 20 él anotó una vez con el Albatros y dos veces con el Hansa-Brandenburg D.I. A fines de agosto, la transición estaba completa; usaría el Albatros para anotar el resto de sus victorias.
El 9 de octubre de 1917 derribó y quemó un globo de observación para su victoria número 22; era el primero de cinco globos que derribaría. Su Albatros ese día estaba pintado de rojo, emulando a von Richthofen, con la adición de calaveras de color mostaza a cada lado del fuselaje. Este esquema de pintura se volvería característico de su avión hasta el final de la guerra.
El 1 de febrero de 1918 von Brumowski se involucró en una pelea con ocho combatientes enemigos. Algunas de las 26 balas que golpearon su Albatros encendieron el tanque de combustible incorporado en el ala superior. Se las arregló para aterrizar en el campo de una casa sin lesiones graves, convirtiéndose en un raro sobreviviente de un incendio. El fuego se comió la tela del ala superior y las porciones internas de la inferior, dejando solo las varillas y los puntales de las raíces del ala desnudas quemadas.
Tres días después, mientras volaba con otro Albatros, luchó contra ocho pilotos ingleses y recibió múltiples impactos de ametralladora. Con las alas separadas, logró aterrizar, aunque el Albatros se volcó y quedó totalmente destruido.
Brumowski luchó hasta el 23 de junio de 1918, cuando recibió una orden de baja prolongada. Su última pelea exitosa fue el 19 de junio; obtuvo su victoria número 35 y sufrió 37 impactos en su avión. Había volado en 439 salidas de combate, pero su carrera de combate había terminado.
También el 23 de junio fue invitado por Generaloberst (Coronel-General) Ferdinand para que hiciera la postulación obligatoria habitual para la condecoración más alta de Austria-Hungría, la Cruz de Caballero de la Orden Militar de María Teresa. La respuesta de Brumowski fue:

"Si he ganado este premio a través de mi servicio, entonces debería ser motivo suficiente para que el Comandante en Jefe me lo presente. No es mi deber pedirlo o exigirlo".

El mejor As de Austria-Hungría nunca recibió el premio más importante de su nación.
El 11 de octubre, a pesar de que todavía era solo un Hauptmann (Capitán), fue nombrado para comandar a todos los escuadrones de caza austro-húngaros en el Frente Isonzo. La Primera Guerra Mundial terminó un mes después.

### Carrera posterior a la guerra

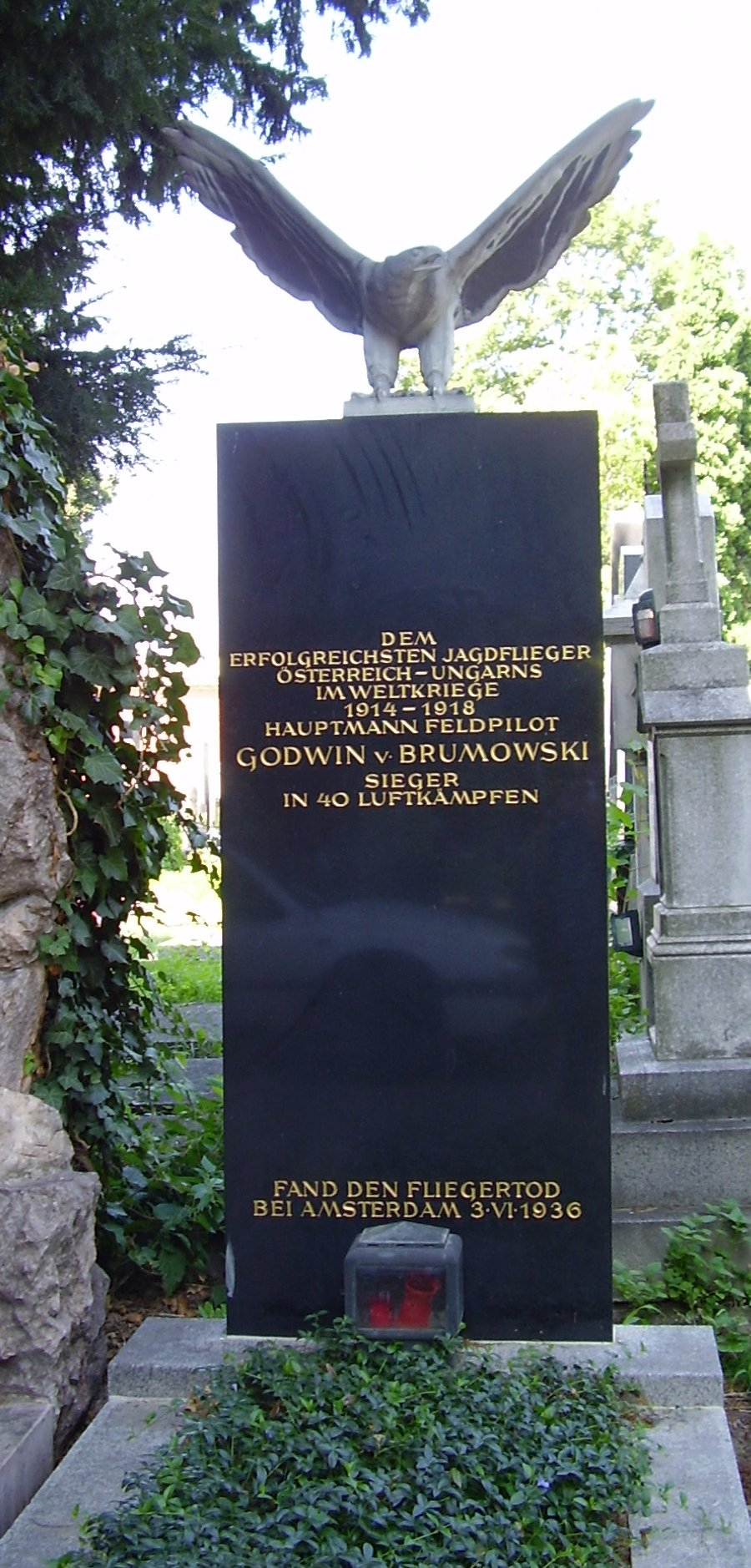
La tumba de Von Brumowski en Zentralfriedhof en Viena, Austria.

El fin de la guerra dejó a von Brumowski libre. Después de un período en Viena, cultivo la tierra de su suegra viuda en Transylvania durante diez años. Como habitante de la ciudad carecía de las habilidades del idioma húngaro para comunicarse con sus trabajadores agrícolas, lo que tenía serias desventajas. Finalmente tuvo poco éxito.
Brumowski vio la disolución del Imperio Austro-Húngaro como algo muy duro. Se entregó a actividades peligrosas, buscando la emoción del peligro compitiendo con automóviles en las carreteras locales pobres, montando caballos hasta el cansancio, cazando en las montañas. Hizo fiestas, bailó, nadó, patinó sobre hielo para distraerse. Finalmente dejó a su esposa e hija y comenzó una escuela de vuelo en Viena en 1930, y se volvió a casar.
Durante la década de 1930, von Brumowski pilotó aviones en nombre de la milicia conservadora Heimwehr.  Durante la breve Guerra Civil austriaca de 1934, voló varias misiones de reconocimiento y una única salida de combate.
El 3 de junio de 1936, murió en un accidente aéreo mientras instruía a un estudiante austriaco en el aeródromo de Schiphol, en los Países Bajos. Su vida fue resumida así por su hija: "Era una persona muy única e interesante, muy amada, u odiada, e incluso considerada loca por muchos".

## Condecoraciones
- Orden de la Corona de Hierro, 3.ª clase, con decoración de guerra
- Cruz del Caballero de la Orden de Leopoldo con decoraciones de Guerra y Espadas
- Medalla a la valentía de oro y plata para oficiales
- Medalla de plata al Mérito Militar
- Medalla de bronce Mérito Militar
- Cruz de hierro de 1914, 2.ª clase